# Fresk (släkt)
Fresk är en köpmannasläkt från Hudiksvall som under namnet Frisk härstammar från Anders Frisk (1657-1723), handlande och rådman i staden och hustrun Catharina Lind (c:a 1660-1691). Fadern Lars Eriksson hade samma sysslor och var dessutom glasmästare. Anders sonson Jonas Frisk (1714-1786) fick med Catharina Wallström (1725-1805) två söner. Den äldre Olof Frisk (1753-1813) behöll sitt släktnamn och fick 8 barn.
Den yngre Lars Fresk (1758-1830) och hans hustru Anna-Katarina Westman (1764-1830) fick tre söner och tre döttrar. Lars var den som grundade denna gren genom att ändra sitt efternamn från Frisk till Fresk, när han flyttade ner från Hudiksvall till Stockholm 1794.
Sentida släktingar:
- Albert Fresk (1874 - 1935), sonsonson till Lars Fresk, var överingenjör vid Robertsfors sulfitfabrik. Fem döttrar.
- Axel Robert Fresk (1838 - 1889), sonson till Lars Fresk, Rådman i Östersund 1873 - 1889[1] och handlare.
- Lars Fresks dotterdotters dotter Clara Isacsson gifte sig 1879 med sjökapten Gustav Brolin (född 1854) som var sonson till Lars Brolin (1791-1871) från Söderhamn. Lars Brolin köpte Elfviks gård på Lidingö på exekutiv auktion 1829, efter att Lars Fresk hade gått i konkurs och lämnat Elfvik.
- Malena Ernman, Albert Fresks dotters sons dotter.

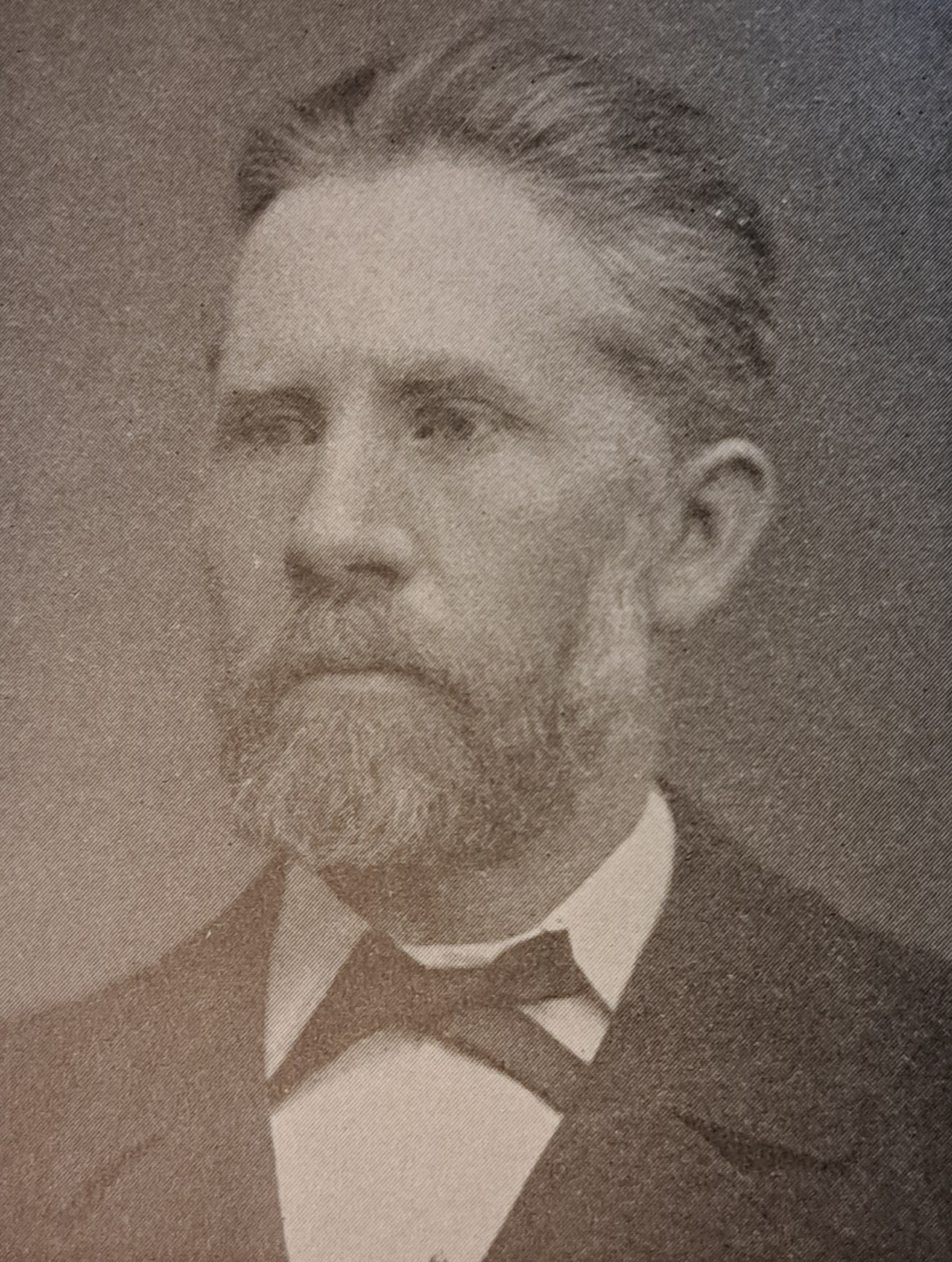
Axel Robert Fresk (1838-1889)